# 白光炫
白光炫（朝鮮語: 백광현、ペク・クァンヒョン、1625年 - 1697年）は朝鮮（李氏朝鮮時代）の馬医（獣医）、鍼医、医官、県監。本貫は林川白氏、字を淑微（朝鮮語: 숙미、スクミ）。
朝鮮において、病巣を根本から除去する外科的治療法を確立した人物である。

## 経歴
元は馬医（現在でいう獣医）で、医学書によらず鍼による治療を行っていた。鍼（切開に用いる医療器具全般）を煮沸消毒することで馬の治療技術が進歩し、これを人の治療にも応用し施術したところ効果があり、以後は煮沸消毒した鍼を用いた外科治療を専門として、数多くの臨床を経験し、医術を向上させた。
顕宗の時代に内医院の医官として出仕。名前の確認できる一番古い記録は『顕宗数実録』によるもので、顕宗11年（1670年）8月16日に顕宗の病気が快復したときに治療に携わった人物の一人として確認できる。医官としては最終的に御医（王の主治医）となった。
粛宗の時代には粛宗10年（1684年）5月2日に康翎県監、その後抱川県監に任じられている。粛宗17年（1691年）に知中樞府事（チジュンチュブサ、正二品相当）に叙され、翌年に崇禄大夫（スンロクテブ、正一品相当）に昇叙した。
粛宗21年（1695年）12月9日に、脚気を患っていた領敦寧府事（ヨントンニョンブサ）の尹趾完（ユン・ジワン）の治療を行っている。この日の『粛宗実録』には「“백광현은 종기를 잘 치료하여 많은 기효(奇效)가 있으니, 세상에서 신의(神醫)라 일컬었다”」（白光炫は煮沸消毒による治療をよく行い、多くの結果を残しているから、この世の神医である）と記されている。

## 後年の評価
鄭來僑は「“종기를 절개해 치료하는 방법은 백태의(白太醫)로부터 시작된 것”」（沸騰を用いて患部を切開して治療する方法は、白医師（白太醫）から始まった）と評している。
張志淵は「“우리 나라의 결렬의 법(상처를 찢어 치료하는 법)이 백태의로부터 시작하였다”」（私たちの国の外科手術法（傷を引き裂く治療する方法）は白医師から始まった）と白光炫は手術の権威として評している。

## 白光炫を扱った作品
- 馬医 （2012年、MBC、演：チョ・スンウ、モデルとして）